# Кёва (нэнго)
Кёва (яп. 享和 кё:ва, Достижение гармонии) — девиз правления (нэнго) японского императора Кокаку, использовавшийся с 1801 по 1804 год.

## Продолжительность
Начало и конец эры:
- 5-й день 2-й луны 13-го года Кансэй (по григорианскому календарю — 19 марта 1801);
- 11-й день 2-й луны 4-го года Кёва (по григорианскому календарю — 22 марта 1804).

## Происхождение
Название нэнго было заимствовано из 11-го цзюаня древнекитайского сочинения Вэньсюань「順乎天而享其運、応乎人而和其義」.

## События
- 9 декабря 1802 года (15-й день 11-й луны 2-го года Кёва) — землетрясение на северо-западе острова Хонсю и острова Садо (37°42′00″ с. ш. 138°18′00″ в. д.HGЯO), магнитудой 6,6 по шкале Рихтера[8];
- 28 декабря 1802 года (4-й день 12-й луны 2-го года Кёва) — землетрясение на острове Садо (38°00′00″ с. ш. 138°00′00″ в. д.HGЯO)[8];
- 1802 год (2-й год Кёва) — Дзиппэнся Икку приступил к написанию романа «На своих двоих по Токайдо»;

## Сравнительная таблица
Ниже представлена таблица соответствия японского традиционного и европейского летосчисления. В скобках к номеру года японской эры указано название соответствующего года из 60-летнего цикла китайской системы гань-чжи. Японские месяцы традиционно названы лунами.
| 1-й год Кёва (Металлический Петух) | 1-я луна        | 2-я луна*              | 3-я луна  | 4-я луна* | 5-я луна  | 6-я луна* | 7-я луна  | 8-я луна   | 9-я луна*   | 10-я луна  | 11-я луна* | 12-я луна     |                |
| ---------------------------------- | --------------- | ---------------------- | --------- | --------- | --------- | --------- | --------- | ---------- | ----------- | ---------- | ---------- | ------------- | -------------- |
| Григорианский календарь            | 13 февраля 1801 | 15 марта               | 13 апреля | 13 мая    | 11 июня   | 11 июля   | 9 августа | 8 сентября | 8 октября   | 6 ноября   | 6 декабря  | 4 января 1802 |                |
| Юлианский календарь                | 1 февраля 1801  | 3 марта                | 1 апреля  | 1 мая     | 30 мая    | 29 июня   | 28 июля   | 27 августа | 26 сентября | 25 октября | 24 ноября  | 23 декабря    |                |
| 2-й год Кёва (Водяная Собака)      | 1-я луна*       | 2-я луна               | 3-я луна* | 4-я луна* | 5-я луна  | 6-я луна* | 7-я луна  | 8-я луна   | 9-я луна    | 10-я луна* | 11-я луна  | 12-я луна*    |                |
| Григорианский календарь            | 3 февраля 1802  | 4 марта                | 3 апреля  | 2 мая     | 31 мая    | 30 июня   | 29 июля   | 28 августа | 27 сентября | 27 октября | 25 ноября  | 25 декабря    |                |
| Юлианский календарь                | 22 января 1802  | 20 февраля             | 22 марта  | 20 апреля | 19 мая    | 18 июня   | 17 июля   | 16 августа | 15 сентября | 15 октября | 13 ноября  | 13 декабря    |                |
| 3-й год Кёва (Водяная Свинья)      | 1-я луна        | 1-я луна* (високосная) | 2-я луна  | 3-я луна* | 4-я луна* | 5-я луна  | 6-я луна* | 7-я луна   | 8-я луна    | 9-я луна*  | 10-я луна  | 11-я луна     | 12-я луна*     |
| Григорианский календарь            | 23 января 1803  | 22 февраля             | 23 марта  | 22 апреля | 21 мая    | 19 июня   | 19 июля   | 17 августа | 16 сентября | 16 октября | 14 ноября  | 14 декабря    | 13 января 1804 |
| Юлианский календарь                | 11 января 1803  | 10 февраля             | 11 марта  | 10 апреля | 9 мая     | 7 июня    | 7 июля    | 5 августа  | 4 сентября  | 4 октября  | 2 ноября   | 2 декабря     | 1 января 1804  |
| 4-й год Кёва (Деревянная Крыса)    | 1-я луна        | 2-я луна*              | 3-я луна  | 4-я луна* | 5-я луна* | 6-я луна  | 7-я луна* | 8-я луна   | 9-я луна*   | 10-я луна  | 11-я луна  | 12-я луна     |                |
| Григорианский календарь            | 11 февраля 1804 | 12 марта               | 10 апреля | 10 мая    | 8 июня    | 7 июля    | 6 августа | 4 сентября | 4 октября   | 2 ноября   | 2 декабря  | 1 января 1805 |                |
| Юлианский календарь                | 30 января 1804  | 29 февраля             | 29 марта  | 28 апреля | 27 мая    | 25 июня   | 25 июля   | 23 августа | 22 сентября | 21 октября | 20 ноября  | 20 декабря    |                |

* звёздочкой отмечены короткие месяцы (луны) продолжительностью 29 дней. Остальные месяцы длятся 30 дней.